# Eupithecia forsterata
Eupithecia forsterata är en fjärilsart som beskrevs av Schütze 1960. Eupithecia forsterata ingår i släktet Eupithecia och familjen mätare. Inga underarter finns listade i Catalogue of Life.